# Hofstra Pride

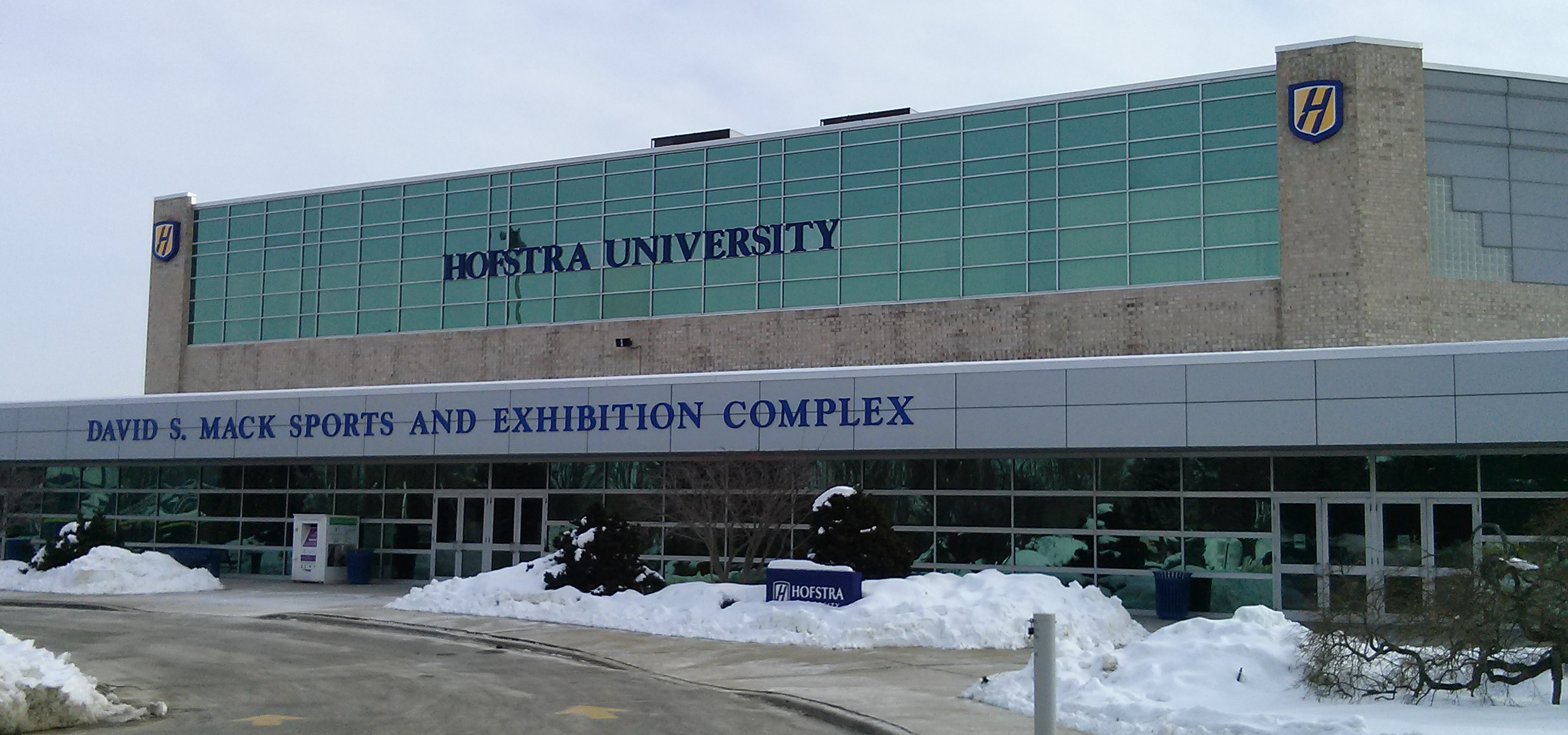
Hofstra Arena.

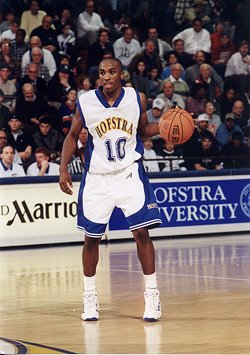
Speedy Claxton.

Hofstra Pride (español: El orgullo de Hofstra) es el nombre que reciben los equipos deportivos de la Universidad Hofstra, situada en Hempstead, en el estado de Nueva York. Los equipos de los Pride participan en las competiciones universitarias organizadas por la NCAA, y forman parte de la Colonial Athletic Association, de la cual son miembros de pleno derecho desde 2001.

## Apodo y mascota
El apodo de la universidad es el de Pride, y proviene de la marcha del orgullo de Hofstra, una campaña de imagen surgida en 1987 tras una grave crisis financiera que obligó en los años 70 a despedir a más de 100 empleados de la universidad. Las mascontas se llaman Kate y Willie Pride, en honor a los principales benefactores de la institución, William Hofstra y su mujer Kate Davidson.
Hasta el año 2005 el apodo era el de Flying Dutchmen, y aún se sigue usando extraoficialmente.

## Programa deportivo
Los Pride participan en las siguientes modalidades deportivas:
| - Masculino - Baloncesto - Béisbol - Fútbol - Golf - Fútbol - Tenis - Lacrosse - Lucha Libre | - Femenino - Baloncesto - Voleibol - Lacrosse - Golf - Fútbol - Tenis - Hockey sobre hierba - Softball - Campo a través |

### Baloncesto
Cuatro jugadores salidos de la Universidad Hofstra han llegado a jugar en la NBA, siendo el más destacado de todos Speedy Claxton, que jugó entre 2002 y 2009.

## Instalaciones deportivas
- David S. Mack Sports and Exhibition Complex, conocido hasta 2005 y popularmente como Hofstra Arena, es el pabellón donde disputan sus partidos los equipos de baloncesto y lucha libre. Tiene una capacidad para 5.046 espectadores y fue inaugurado en 2000.[4]
- James M. Shuart Stadium, es el estadio donde disputaba sus encuentros el equipo de fútbol americano hasta 2009, fecha en la que la universidad decidió terminar con el programa, y que actualmente alberga la competición de lacrosse. Fue construido en 1963 y remodelado completamente en 1996, ampliando su capacidad de 7.000 a 13.000 espectadores.[5]